# Schloss Elsum

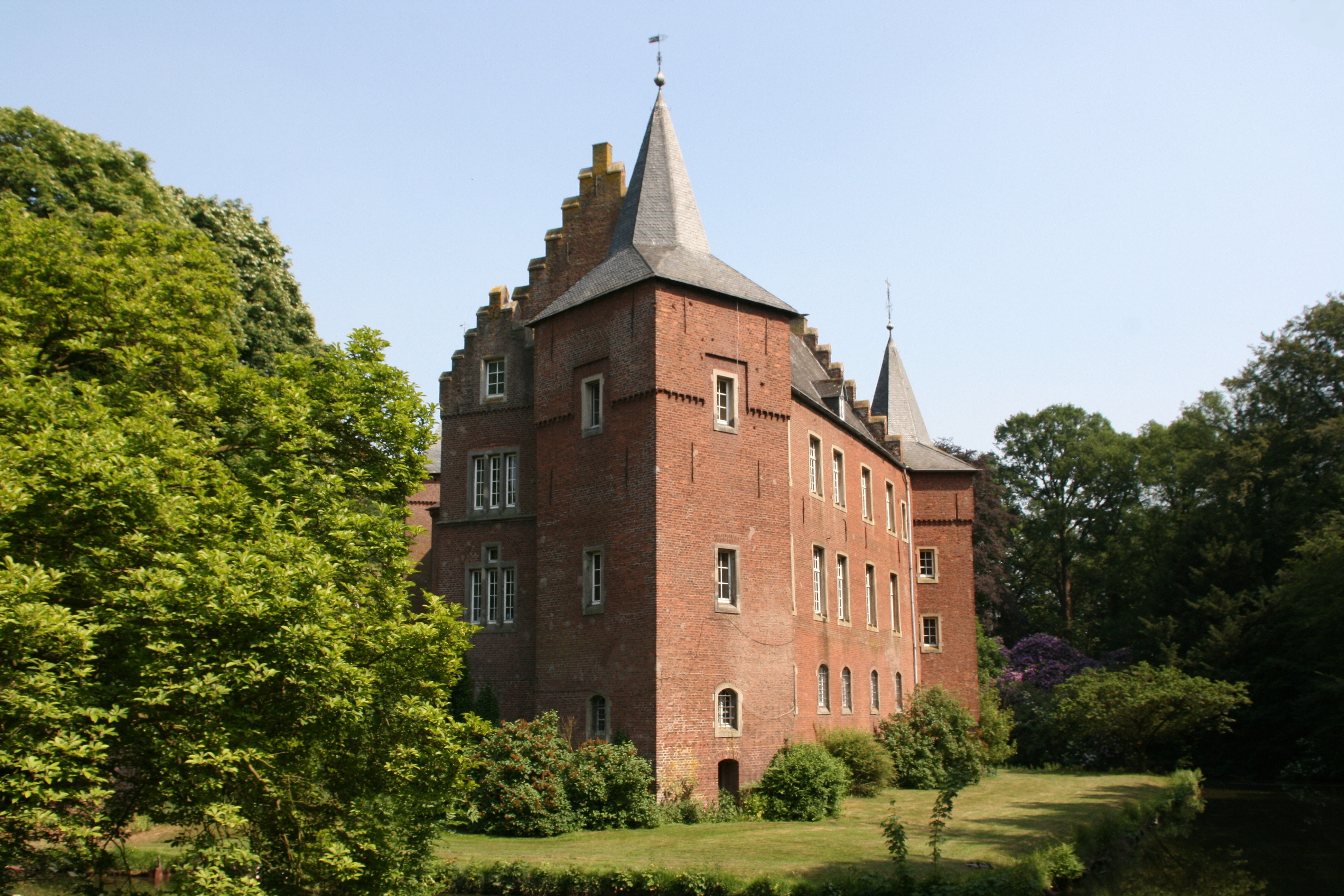
Südwest-Ansicht der Kernburg von Schloss Elsum

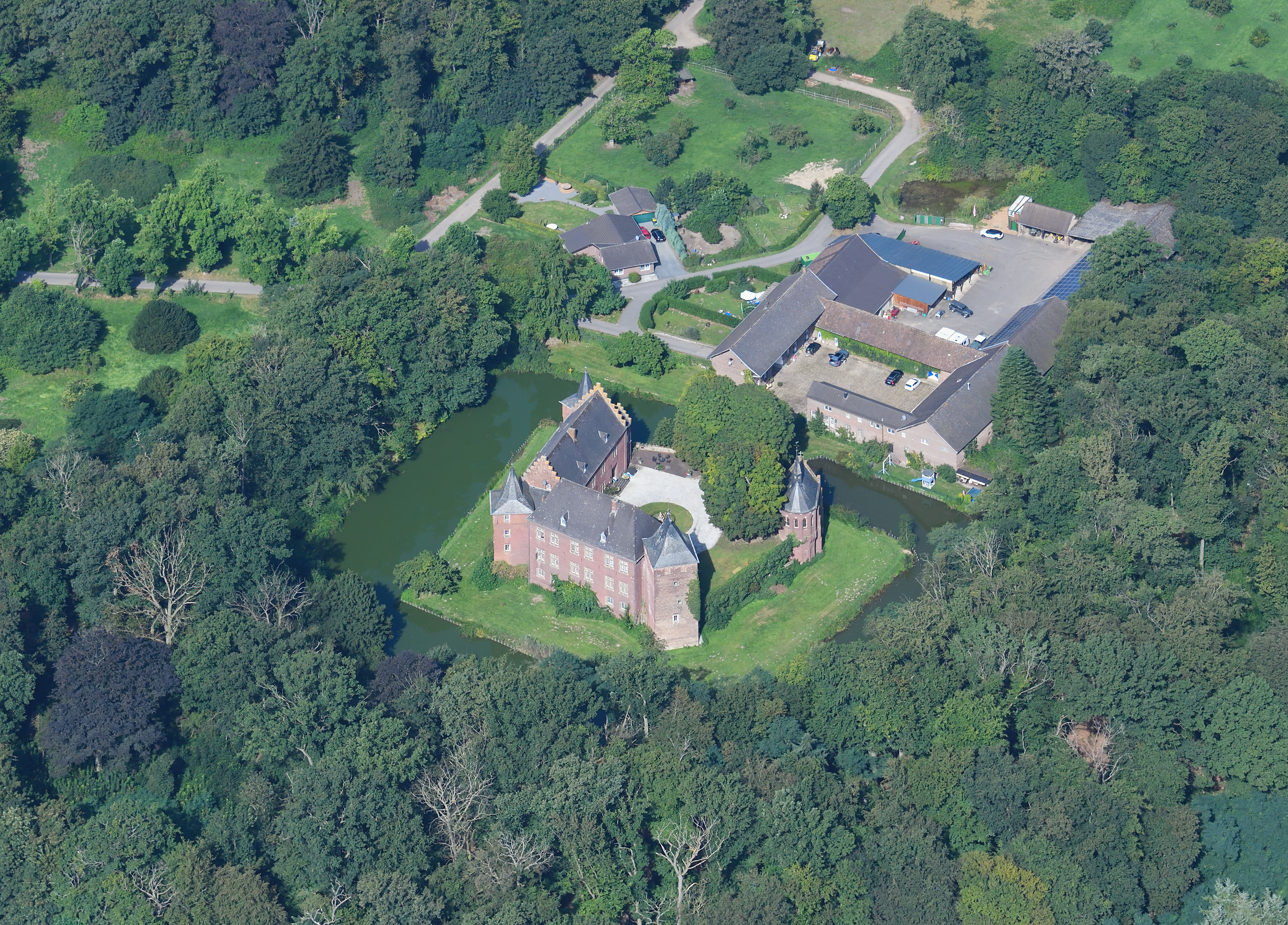
Schloss Elsum aus der Luft gesehen

Das Schloss Elsum ist ein Wasserschloss westlich des Wassenberger Stadtteils Birgelen. Seine Geschichte verdeutlicht die typische Entwicklung rheinischer Wasserburgen: von einem befestigten Hof über eine Motte zu einer zweiteiligen, wasserumwehrten Burganlage, die in der frühen Neuzeit zu einem Wasserschloss umgebaut wurde.
Die Anlage steht seit dem 11. September 1984 unter Denkmalschutz.

## Geschichte

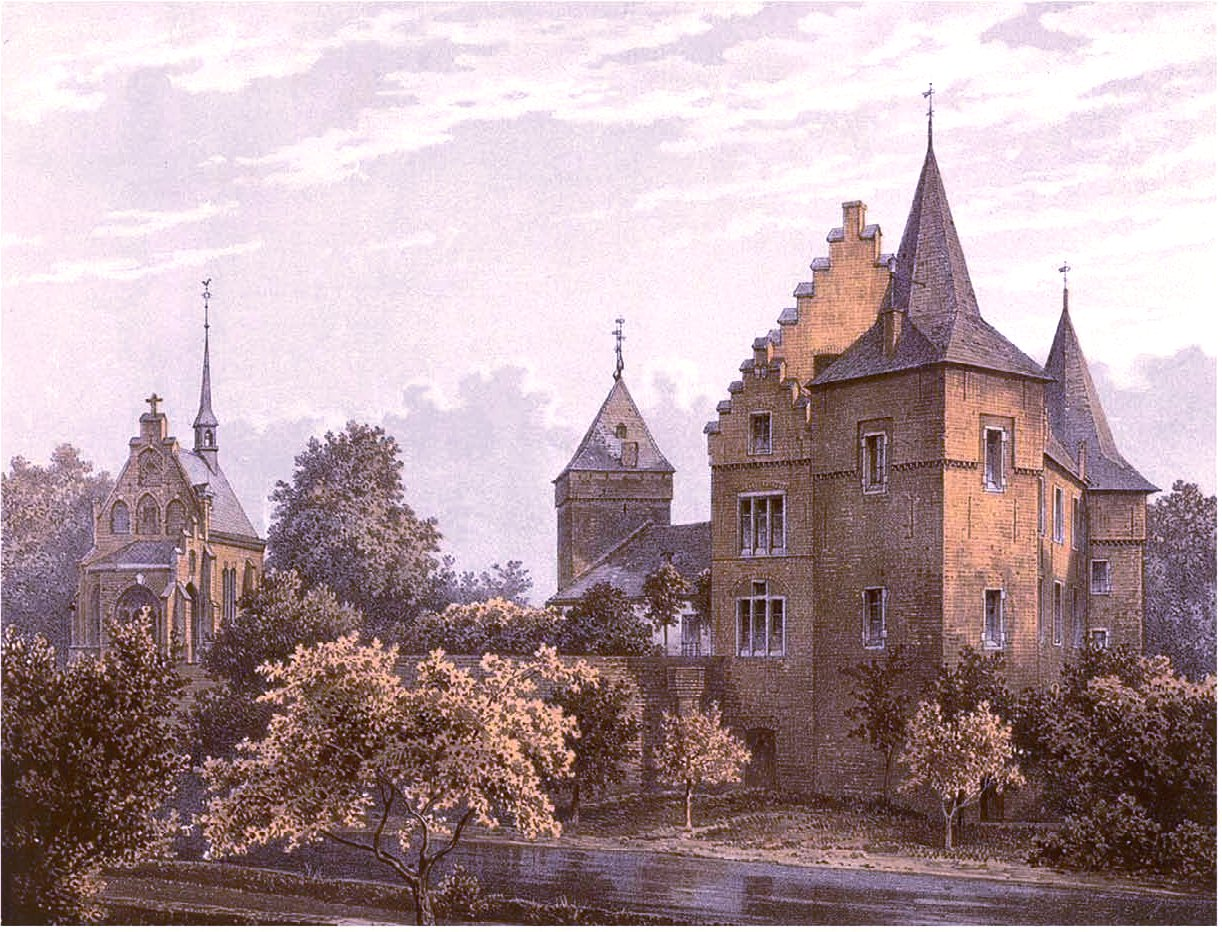
Schloss Elsum um 1875

Schloss Elsum ging aus einer Motte hervor, deren Wurzeln wiederum in einem allodialen Hof zu suchen sind, dessen Eigentümer im Jahr 1280 ein Franko von Elsum war. Dieser ist wohl identisch mit Franko von Koslar, dem damaligen Burggrafen von Wassenberg. Da er 1288 in der Schlacht von Worringen mit seinem Lehnsherrn auf Seiten der Verlierer stand, kam der Hof Elsum in brabantischen Besitz. Der Herzog von Brabant belehnte 1325 den Edelherrn von Wassenberg mit Elsum, 1374 war dann Lambert von Heinsberg Lehnsnehmer. 1375 verpfändete Johann IV. von Brabant Haus Elsum an Johann von Gronsfeld. Bis 1424 blieb es ein Offenhaus der Brabanter Herzöge, in jenem Jahr kam das Anwesen dann in den Besitz des Hauses Heinsberg.
Im Jahr 1503 kam Haus Elsum durch Heirat an Rütger von Aldenbrück (auch Aldenbrüggen) genannt Vellbrüggen. Er ließ die Kernburg der Anlage neu bauen. Seine Familie blieb bis in das 17. Jahrhundert Besitzerin. 1628 kam der Besitz durch Heirat an Adolf Sigismund Raitz von Frentz zu Kendenich. Um 1700 ging er an Melchior von Kesselstadt, der 1714 die Gebäude der Vorburg neu errichten ließ. 1748 verkaufte er das Anwesen an den Kölner Bürgermeister Melchior Rutger von Kerich, dem die Familie von Mirbach zu Harff – Verwandte der Familie von Aldenbrück – den Besitz streitig machen wollte. In einem langen Rechtsstreit konnte sich Melchoir Rutger aber gegen sie behaupten und Elsum für sich behalten. Durch Heirat kam die Anlage an Everhard von und zum Pütz, dann im 18. Jahrhundert an dessen Schwiegersohn, den kurmainzischen Hofrat Freiherrn Franz Sebastian Dominicus von Leykam. Von dem letzten Familienmitglied der von Leykam kam Elsum 1929 an dessen Neffen, Werner Freiherr von Negri, dessen Familie es 1876 durch Heinrich Wiethase um- und ausbauen ließen. Diese ist noch heute Eigentümerin der Anlage.
Während des Zweiten Weltkriegs wurde Schloss Elsum im Januar 1945 fast vollständig zerstört und brannte aus. Dabei gingen große Teile der umfangreichen Gemäldesammlung und der Bibliothek verloren. Unter Oswald Freiherr von Negri folgte von 1952 bis 1955 ein vollständiger Wiederaufbau.

## Beschreibung

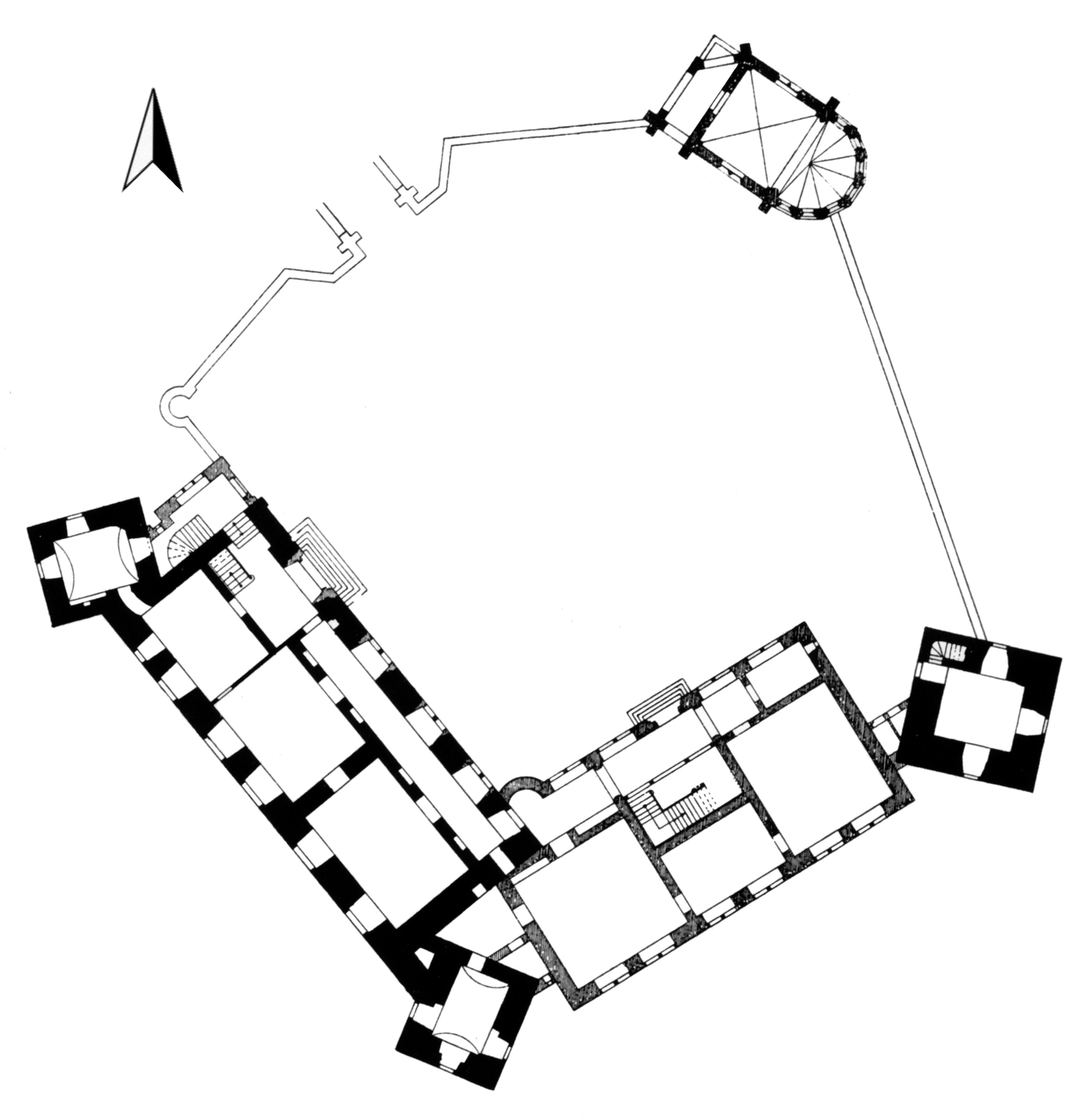
Grundriss der Kernburg

Schloss Elsum ist eine zweiteilige Anlage, bestehend aus einer zu Beginn des 16. Jahrhunderts erbauten Kernburg sowie einer nordwestlich davon gelegenen Vorburg aus dem ersten Viertel des 17. Jahrhunderts. Als Material für das Mauerwerk kam hauptsächlich Backstein zum Einsatz, während für Tür- und Fenstergewände Blaustein verwendet wurde. Die Schlossanlage ist beinahe komplett von Wassergräben umgeben.
Die Vorburg ist ein fast vollständig geschlossener Vierflügelbau. Ihr mittelalterlicher Vorgänger war wohl von runden Ecktürmen flankiert, diese sind aber – ebenso wie Teile des einst geschlossenen Wassergrabenrings um die Vorburg – nicht erhalten. Die schlichten Ziegelbauten besitzen hofseitig einige korbbogige Tore, die von Pilastern gerahmt sind. Die Jahreszahl 1714 in einem kleinen Giebel zeugt vom Errichtungsjahr der Gebäudeflügel. An anderer Stelle erinnern eiserne Maueranker in Form der Zahl 1814 an bauliche Erneuerungen.
Die auf eine spätgotische Wasserburg zurückgehende Kernburg steht auf einer unregelmäßig viereckigen, künstlich aufgeschütteten und ummauerten Schlossinsel, deren Zugang von der Vorburg aus über eine ansteigende Bogenbrücke erfolgt. Das in L-Form errichtete zweiflügelige Herrenhaus ist von drei diagonal stehenden Viereckstürmen bewehrt, deren oberstes Geschoss über einem Klötzchenfries leicht auskragend ist. Der Ostturm ist nicht nur kräftiger als die beiden übrigen Türme und besitzt eine größere Kantenlänge, sondern ist auch um ein Geschoss höher. Seine Außenmauern sind so dick, dass sie eine Treppe in der Mauerstärke aufnehmen können. Er verfügt über ein abgewalmtes Dach mit kurzem First, die beiden anderen Türme tragen hingegen schlanke achtseitige Helme. In der Nordwest-Ecke der Kernburginsel steht die 1860 erbaute Schlosskapelle im Stil der Neugotik. Dort stand zuvor ein barockes Gartenhäuschen, das wohl wiederum am Ort des dort ursprünglich vorhandenen vierten Eckturms erbaut wurde.
Der zwischen dem Ost- und Südturm gelegene, dreigeschossige Teil des Herrenhauses wurde erst während der 1876 nach Plänen von Heinrich Wiethase ausgeführten Wiederherstellungs- und Erweiterungsarbeiten an der Stelle eines schmaleren, eingeschossigen Gebäudes errichtet. Der Südwestflügel war der einstige Wohnbau der Wasserburg. Er ist durch Fenster in sechs Achsen unterteilt und besitzt – ebenso wie der Südosttrakt – an seinen beiden Schmalseiten Stufengiebel.